# Chang Ming-huang
Dans ce nom chinois, le nom de famille, Chang, précède le nom personnel Ming-huang.

Chang Ming-huang ((zh), né le 7 août 1982 à Taichung) est un athlète taïwanais, spécialiste du lancer du poids, mais également lanceur de disque. Il mesure 1,93 m pour 110 kg.

## Biographie
Il s'entraîne avec Donald Babbitt, en Géorgie depuis février 2010 et a remporté la médaille d'or à Kobé en juillet 2011. Son record est de 20,42 m obtenu à Athens (Géorgie) qui est également le record national taïwanais (obtenu le 12 août 2011, en améliorant un 20,39 m obtenu dans la même ville en 2010, également record national). Au disque son record est de 56,93 à Banqiao en 2003. Il avait lancé à 20,20 m à Neuwied-Engers en 2007.
Représentant Taïwan lors des Jeux olympiques de Pékin, il ne termine que 21e en qualifications avec 17,43 m. Lors des Championnats du monde (Osaka, 18,53 m), il est également éliminé en qualifications. En revanche il remporte la médaille d'argent lors des 17es Championnats d'Asie à Amman en 2007 en 19,66 m. Lors des premiers Championnats du monde jeunesse, à Bydgoszcz en 1999, il réalise au poids 17,30 m, sans se qualifier pour la finale, et 64,14 m (avec le disque de sa catégorie) au disque (pour remporter la première médaille d'or de Taiwan).
Lors des Jeux olympiques de Londres, il se qualifie pour la finale avec un lancer à 20,25 m, où il termine 12e.
Lors des Championnats d'Asie de Pune, il obtient la médaille d'argent derrière le Saoudien Sultan al-Habashi. Il récidive lors des Jeux asiatiques de 2014 à Incheon, à seulement 2 cm de son rival Saoudien.

### Palmarès
| Date | Compétition         | Lieu      | Résultat | Marque       |
| ---- | ------------------- | --------- | -------- | ------------ |
| 2006 | Jeux asiatiques     | Doha      | 3e       | 19,45 m      |
| 2007 | Championnats d'Asie | Amman     | 2e       | 19,66 m      |
| 2007 | Universiades        | Bangkok   | 3e       | 19,36 m      |
| 2009 | Championnats d'Asie | Guangzhou | 2e       | 19,34 m      |
| 2010 | Jeux asiatiques     | Guangzhou | 3e       | 19,48 m      |
| 2011 | Championnats d'Asie | Kobe      | 1er      | 20,14 m      |
| 2013 | Championnats d'Asie | Pune      | 2e       | 19,61 m      |
| 2014 | Jeux asiatiques     | Incheon   | 2e       | 19,97 m      |
| 2015 | Championnats d'Asie | Wuhan     | 2e       | 19,56 m      |
| 2018 | Jeux asiatiques     | Jakarta   | 5e       | 18,98 m (SB) |

### Records
| Épreuve | Performance  | Lieu             | Date            |
| ------- | ------------ | ---------------- | --------------- |
| Poids   | 20,58 m (NR) | Athens (Géorgie) | 19 août 2011    |
| Disque  | 56,93 m (NR) | Banqiao          | 21 octobre 2003 |